# 김방한
김방한(金芳漢, 1925년 8월 17일 ~ 2001년 10월 18일)은 대한민국의 언어학자이다. 역사비교언어학을 전공하였으며 한국 역사언어학계의 선구자 중 한 명으로 일컬어진다. 이외에 여러 언어학 관련 서적을 저술하였다.

## 생애
1925년 전라남도 목포시에서 김우진의 아들로 태어났다. 서울대학교 문리과 대학을 졸업한 후 동 대학에서 언어학 박사 학위를 받았다. 이후 1956년부터 1990년까지 서울대학교 언어학과 정교수로 재직하였으며, 하버드 대학교에 객원교수로 재직하기도 했다. 한국언어학회 회장, 한국학술협의회 이사장 등을 지냈으며 국민훈장 동백장을 받았다.

## 연구
알타이 제어 및 한국어 계통론을 주로 연구하였다. 그는 한국어와 알타이 제어 간의 음운, 형태에 있어서의 공통점에 주목하여 비교 가능성을 확립하였다. 이외에 몽골어 연구의 권위자이기도 했다.
특히 고대의 한반도에는 두 언어층이 공존하였던 것으로 추정된다고 주장한 가설이 유명한데, 그에 의하면 삼국사기 지리지 등에서 나타나는 고지명에서 미루어보아 고대 한반도에는 알타이(퉁구스)적 영향을 받은 한국어계 언어와 함께 모종의 다른 기층(substratum)적 언어가 한반도 중·남부에 걸쳐 분포되어 있었다. 김방한은 이를 ‘원시한반도어’라고 지칭하였다. 또한 그는 그 기층언어를 니브흐어라고 주장했다.

## 저서
- (전정판) 언어학논고 (1999), 서울대학교 출판부, ISBN 89-521-0096-4
  - 언어학논고 I (1970)
  - 언어학논고 II (1985)
- 한국어의 계통, 대우학술총서 인문사회과학-001 (1983), ISBN XX-000-3570-0
- 일반언어학 (1985), 김방한, 문양수, etc., 형설출판사, ISBN XX-000-2925-9
- 역사-비교언어학 (1988), 민음사, ISBN 89-374-3031-2
- 언어학의 이해 (1992), 민음사, ISBN 89-374-5429-7
- 언어와 역사 (1994), 서울대학교 출판부, ISBN 89-7096-197-6
- 한 언어학자의 회상 (1996), 민음사, ISBN 89-374-2319-7
- 소쉬르: 현대 언어학의 원류 (1998), 민음사, ISBN 89-374-5437-8
- (논문집) 몽골어 연구 (1999), 서울대학교 출판부, ISBN 89-521-0097-2